# IC 1138
IC 1138 ist eine linsenförmige Galaxie vom Hubble-Typ S0-a im Sternbild Nördliche Krone am Nordsternhimmel. Sie ist schätzungsweise 314 Millionen Lichtjahre von der Milchstraße entfernt.
Das Objekt wurde am 28. Juli 1892 von Stéphane Javelle entdeckt.